# Miguel Abia Biteo Boricó
Miguel Abia Biteo Boricó (ur. 1961 w Baney, zm. 6 grudnia 2012 w Malabo) – premier Gwinei Równikowej od 14 czerwca 2004 do 14 sierpnia 2006. Wywodził się z grupy etnicznej Bubi.
Wykształcił się i pracował jako inżynier górniczy w Związku Radzieckim. Po powrocie do Gwinei Równikowej pracował dla rządu i stał się jednym z największych magnatów olejowych w kraju. Od 1999 do 2001 sprawował funkcję ministra finansów, której pozbawiono go wskutek skandalu korupcyjnego. Później został ministrem odpowiedzialnym za kontakty z parlamentem. 
14 czerwca 2004 roku został powołany na stanowisko premiera, dzień później ogłoszono skład jego rządu. W 2006 został poddany ostrej krytyce prezydenta Teodoro Obiang Nguema Mbasogo i podał się do dymisji. Od 2007 przebywał w więzieniu, gdzie poddawany był torturom. Aż do śmierci piastował stanowisko ministra pracy. Zmarł 6 grudnia 2012 roku z powodu nagłego zatrzymania krążenia. Pochowano go w rodzinnej miejscowości Baney na wyspie Bioko.